# Jang Sun-woo
Jang Sun-woo (* 20. März 1952 in Seoul) ist ein südkoreanischer Filmregisseur. Er gilt als Provokateur, als Bad Boy unter den koreanischen Filmemachern.
Jang studierte Anthropologie an der Seoul National University. Während seines Studiums spielte er an einer Theatergruppe mit. 1980 wurde er wegen politischer Aktivitäten verhaftet und war sechs Monate lang im Gefängnis. Danach wurde er Drehbuchautor. 1986 drehte er seinen ersten Film mit einem Strohmann, ab 1988 auch offiziell. Seine unkommerziellen Independent-Filme haben einige Preise im In- und Ausland gewonnen; so gewann Hwa-om-kyung den Alfred-Bauer-Preis 1994 bei den Berliner Festspielen. Lies auf Basis eines Skandalromans, der den Autor Jang Jung-Il ins Gefängnis gebracht hatte, war der erste koreanische Beitrag in Venedig in 13 Jahren.
Sein teuerster Film Resurrection of the Little Match Girl (2002) war dagegen ein Riesenflop, die Produktionsfirma Tube Entertainment machte so viel Verlust, dass Tube von CJ Entertainment übernommen wurde, um eine Insolvenz zu verhindern.

## Filmografie
- 1986: Jesus Christus in Seoul (서울황제 Seoul Hwangje)
- 1988: The Age of Success
- 1990: The Love of Woomookbaime
- 1992: The Road to the Race Track
- 1993: Passage to Buddha (Hwaomkyung)
- 1994: To You From Me
- 1995: Cinema on the Road
- 1996: A Petal (Ggotip)
- 1997: Indian Fetish Cult (Chi fei zhou)
- 1998: Timeless, Bottomless, Bad Movie
- 1999: Lies – Lust und Lügen
- 2002: Resurrection of the Little Match Girl